# Tang Gaozu
Tang Gaozu (zijn persoonlijke naam was Li Yuan) (Chang'an, 566 – Chang'an, 25 juni 635) was de stichter van de Chinese Tang-dynastie (618-907). Gaozu regeerde van 618 tot 626. 

## Achtergrond
Na eeuwen van verdeeldheid was het Chinese rijk weer verenigd onder de kortstondige Sui-dynastie (581-618). Deze dynastie kende slechts twee keizers, Wendi (541-604) en Yangdi (569-618). De Sui-dynastie vervulde desondanks een belangrijke rol in de Chinese geschiedenis, vergelijkbaar met die van de Qin-dynastie (221 v.Chr.–206 v.Chr.), de voorloper van de Han (206 v.Chr. - 220 na Chr.). Niet alleen herstelden de Sui-keizers de eenheid van het rijk, ook voerden ze belangrijke institutionele hervormingen door die de basis legden voor een langdurige bloeiperiode van het rijk onder de Tang. De grootschalige projecten onder de Sui-keizers, zoals de uitbreiding van het Keizerkanaal naar de nieuwe hoofdsteden Chang'an en Luoyang en het herstel van de Grote Muur legden echter een zware tol op de Chinese bevolking. Yangdi leidde bovendien nog drie campagnes om het Koreaanse koninkrijk Koguryo te veroveren. Het resultaat van dit alles dat overal in China opstanden uitbraken tegen de veeleisende dynastie. Yangdi trok zich in 616 terug in Jiangdu aan de Yangzi-rivier en liet het noorden aan de opstandelingen. In april 618 pleegde een groep hoffunctionarissen een paleiscoup en hing Yangdi op. De Sui-dynastie kwam daarmee ten einde. 

## Li Yuan sticht de Tang-dynastie
Li Yuan stamde uit een aristocratische familie van gemengde Chinese, Xianbei en Turkse afkomst. Hij was een neef van Yangdi, hun moeders waren zussen. Vanaf 615 was Li Yuan garnizoenscommandant in Taiyuan, in het noorden van China. 
In 617 zag Li Yuan zijn kans schoon en bezette hij samen met zijn zonen Li Jiancheng (de oudste) en Li Shimin de Sui-hoofdstad Chang'an. Na de dood van Yangdi riep Li Yuan zich uit tot eerste keizer van de nieuwe Tang-dynastie. Als keizer staat Li Yuan bekend onder zijn tempelnaam Gaozu.
Het duurde tot ongeveer 624 totdat Gaozu de macht over het hele rijk had veroverd. Zijn zoon Li Shimin onderscheidde zich in deze machtsstrijd als een bekwaam legeraanvoerder. In 621 veroverde Li Shimin de tweede hoofdstad van het rijk, Luoyang op de voormalige Sui-generaal Wang Shichong.  De macht van de nieuwe dynastie werd vervolgens vanaf 623 bedreigd door invallen van de Göktürken. Gaozu probeerde zonder veel succes deze invallers af te kopen. Pas onder zijn opvolger Taizong werden deze stammen overwonnen. 

## Hervormingen
Na het vestigen van de macht van zijn dynastie demobiliseerde Gaozu zijn twaalf legers, om te voorkomen dat opstandige generaals als hijzelf opnieuw een bedreiging voor de troon zouden gaan vormen. Het leger werd gereorganiseerd in lokale militaire commando's van rond de duizend soldaten die onder centraal gezag stonden en niet groot genoeg waren om zelfstandig te opereren. Bovendien werden de troepen regelmatig gerouleerd om een militaire eenheidscultuur te behouden. 
Gaozu zette voor het overige grotendeels het beleid van de Sui-dynastie voort. Hij blies het gelijke veldsysteem (juntian) van de Noordelijke Dynastieën (439-589) nieuw leven in. Bij dit systeem verdeelde de staat op basis van volkstellingen periodiek de beschikbare landbouwgrond onder de boeren. De Noordelijke Dynastieën hadden het gelijke veld-systeem ingevoerd om de na de val van de Han-dynastie verlaten landbouwgronden opnieuw in cultuur te brengen. Het stelsel vereiste een hoge mate van bureaucratische controle en organisatie, maar historisch onderzoek laat zien dat de Tang-dynastie aanvankelijk in staat was om dit tot in de uithoeken van het rijk te bewerkstelligen.
De wettelijke hervormingen van de Sui werden uitgebreid. Het Tang-wetboek bevatte vijfhonderd basisartikelen over de uitgangspunten van het rechtsstelsel. De doodstraf werd beperkt tot de zwaarste misdrijven. Dit wetboek bleef tot de veertiende eeuw het fundament van het Chinese recht. 
Gaozu volgde de Sui-dynastie ook in het herstel van het examenstelsel als basis voor de werving van ambtenaren. Tijdens de Tang-dynastie waren deze examens uitsluitend voorbehouden aan leden van de aristocratische elite, maar ze trainden de kandidaten wel in een gemeenschappelijke geletterde cultuur op confuciaanse grondslagen. 
Gaozu deed een poging om de macht van de boeddhistische en taoïstische geestelijkheid in te perken. Tijdens de Zes Dynastieën (220-589) waren de van belasting vrijgestelde kloosterlandgoederen sterk in aantal en grootte gegroeid. In 626 verordonneerde Gaozu dat er in elke prefectuur voor elk geloof nog maar één klooster was toegestaan. Dit zou tot een decimering van het aantal kloosters hebben geleid. De maatregel is echter nooit doorgevoerd, omdat Gaozu binnen drie maanden na het afkondigen ervan werd afgezet en zijn opvolger de hervorming terugdraaide.

## Strijd om de opvolging
Gaozu had zijn oudste zoon Li Jiancheng (589-626) als troonopvolger aangewezen, maar in 626 pleegde Li Shimin een paleiscoup. Li Shimin zette zijn vader gevangen en doodde zijn twee broers.  Onder de tempelnaam Taizong ('Grote Voorouder') besteeg Li Shimin zelf de troon. Hij zou tot 649 regeren en wordt beschouwd als de grootste keizer van de dynastie. 